# Паулиг, Густав
Густав Вильгельм Паулиг (20 июля 1850, Вольный город Любек, Германский союз — 9 февраля 1907, Гельсингфорс, Великое княжество Финляндское, Российская империя) — российский финляндский бизнесмен немецкого происхождения, основатель компании-производителя кофе Paulig. 

## Биография
Немец по национальности, уроженец Любека, города с давними торговыми и коммерческими традициями (в прошлом — ганзейского города), сын садовника. В 1871 году эмигрировал в Финляндию, где устроился конторщиком на деревообрабатывающем заводе компании Nokia (позднее эта компания станет известна, как производитель мобильных телефонов) в городе Таммерфорсе (Тампере). Работая в Nokia, Паулиг познакомился с местными стандартами ведения бизнеса. 
Несколько лет спустя  Густав Паулиг переехал в Гельсингфорс (Хельсинки), где занял у богатого купца-пивовара Павла Синебрюхова стартовый капитал для открытия собственного дела. 
В 1876 году Густав Паулиг основал на одолженные деньги магазин в Гельсингфорсе, специализировавшийся на продаже так называемых колониальных товаров — в первую очередь, кофе и специй. В том же году Паулиг женился на Берте Марии Бонхоф. У них родилось семь детей, в том числе два сына. Бизнес Густава Паулига пошёл весьма успешно, и скоро он сумел погасить все долги. Уже в 1877 году Паулиги приобрели в престижном районе города виллу с большим садом, которой семья владела вплоть до 1931 года. 
Помимо торговли, Паулиг занимался общественной деятельностью. Он служил вице-консулом Германии в Гельсингфорсе и членом городского совета города с 1894 по 1899 год.
С 1904 года фирменным предложением магазина Paulig стал предварительно обжаренный кофе. До этого финским покупателям приходилось самостоятельно обжаривать у себя дома купленные в лавке кофейные зёрна, так как организация промышленной обжарки считалась невыгодной. Паулиг сломал этот стереотип и организовал цех промышленной обжарки. В 1907 году Паулиг скончался, однако его дело продолжила сперва вдова, Берта Паулиг, а затем и их сын, Эдуард. 
На сегодняшний день компания Paulig продолжает существовать и экспортирует одноименный обжаренный кофе в несколько стран мира.